# Salduie (groupe)
Pour la localité espagnole homonyme, voir Salduie.
Salduie est un groupe espagnol de heavy metal, originaire de Saragosse, en Aragon.

## Histoire

### Débuts
Le groupe est formé en 2010 à Saragosse. En 2013, le groupe sort l'album La Senda del cierzo, et en 2014 il sort son premier album studio Imbolc, avec le single Numancia. Tout au long de la fin de l'année 2014, de l'année 2015 et de la première moitié de l'année 2016, le groupe prépare son deuxième album studio, intitulé Belos, produit à nouveau par Lucas Toledo (aux Studios Theocide3) au cours des mois de juillet et septembre 2016, avec les collaborations de Chaime Magallón (Lurte), José Broseta (Opera Magna, Systemia), Diego Royo (Eternity, Evernight) et Chusé Joven (Atland, Judith Mateo), Allué et le Coral Celtíbera (composé, à son tour, par plusieurs membres du chœur Amici Musicae).
Au printemps 2016, Salduie a eu Diego Royo au chant mélodique, remplaçant le chanteur mélodique du groupe, Nem Sebastián. L'album Belos est publié le 10 décembre 2016 avec les avant-premières Carus de Sekaiza, Hospitium, Bestias númidas et Los Fuegos de Belenus. Le 8 janvier 2017, Nem annonce sur son profil Facebook personnel qu'il quitte le groupe en raison de problèmes personnels, ce qui sera confirmé plus tard sur le site officiel du groupe, en disant que « bien que Nem ait été une partie très importante de Salduie, nous voulons qu'il soit clair que Salduie va de l'avant. » Diego Royo, qui avait précédemment remplacé Nem, sera le chanteur lors des prochains concerts du groupe. Le 17 novembre de la même année, le guitariste Álvaro Pérez quitte également le groupe pour des raisons personnelles, annonçant le nouveau line-up du groupe et l'arrivée du nouveau vidéoclip.5 Le 18 décembre, par le biais de la page Facebook du groupe, Salduie officialise le line-up actuel, confirmant Diego Royo (chant) et Daniel Galbán (basse) comme membres définitifs, ainsi qu'annonçant le retour de Nem, après presque un an d'absence. Le reste du groupe reste intact. Deux jours plus tard, ils publient le clip vidéo de Bosnerau, montrant publiquement le nouveau line-up.
En mars 2018, Sergio Couto rejoint officiellement le groupe en tant que guitariste. En avril 2018, le groupe participe à l'album ¡Stay Oz! Hasta que el cuerpo aguante, invité par Txus di Fellatio pour le 30e anniversaire de Mägo de Oz.
En 2019, ils sortent leur troisième album studio, Viros Veramos, après les premières sorties de Viriato, R.T.N.P. et Sedeisken. Dans cet album, ils compteront avec plusieurs collaborations telles que Narci Lara, Migue Franco, Paco Garrido, Alberto Domínguez, Jordi Boixaderas, Jose Broseta, Alícia Felipe et Lucas Toledo. L'album est publié le 8 mars 2019 sur Spotify.
Fin 2019, le groupe est annoncé aux Leyendas del Rock, où il se produirait deux fois le même jour, sur la scène Camping et sur la scène Mark Reale Riot. Après cela, deux vidéos sont publiées sur YouTube avec des séquences de la performance, et des vidéos par Metalovision.
En juin 2023, ils annoncent toujours travailler sur de nouveaux morceaux.

## Discographie

### Albums studio
- 2014 : Imbolc
- 2016 : Belos
- 2019 : Viros Veramos
- 2021 : Ambaxtos

### EP
- 2012 : La Senda del cierzo

### Singles
- 2019 : Sedeisken
- 2019 : Viriato (avec Miguel Ángel Franco de Saurom)
- 2019 : R.T.N.P.